# Peach Springs Trading Post
Le Peach Springs Trading Post est un ancien poste de traite américain à Peach Springs, dans le comté de Mohave, en Arizona. Construit en 1928 dans le style Pueblo Revival, il est inscrit au Registre national des lieux historiques depuis le 21 novembre 2003.